# Xylotoles germanus
Xylotoles germanus là một loài bọ cánh cứng trong họ Cerambycidae.